# Scaptia walkeri
Scaptia walkeri är en tvåvingeart som först beskrevs av Newman 1857.  Scaptia walkeri ingår i släktet Scaptia och familjen bromsar. Inga underarter finns listade i Catalogue of Life.